# Bur Saalax
Bur Saalax este un oraș din Somalia.

## Legături externe
- Bur Saalax Arhivat în 4 martie 2016, la Wayback Machine.